# Bình Đức, Tây Ninh
Bình Đức là một xã thuộc tỉnh Tây Ninh, Việt Nam.

## Địa lý
Xã Bình Đức có vị trí địa lý:

96 đơn vị hành chính cấp xã của tỉnh Tây Ninh năm 2025

- Phía đông giáp xã Lương Hòa và xã Bến Lức.
- Phía tây giáp xã Mỹ Thạnh và xã Thủ Thừa.
- Phía nam giáp xã Nhựt Tảo và xã Long Cang.
- Phía bắc giáp xã Thạnh Lợi.

Xã Bình Đức có diện tích tự nhiên là 51,2 km², quy mô dân số năm 2025 là 35.110 người.

## Lịch sử
Ngày 14 tháng 1 năm 1983, Hội đồng Bộ trưởng ban hành Quyết định số 05-HĐBT về việc chia xã Bình Đức thành xã Bình Đức và xã Thạnh Đức.
Ngày 18 tháng 7 năm 2019, HĐND tỉnh Long An ban hành Nghị quyết số 43/NQ-HĐND về việc thành lập ấp Kênh Ngay trên cơ sở Ấp 2 và Ấp 3.
Trong đợt cải cách hành chính Việt Nam năm 2025, theo Nghị quyết số 1682/NQ–UBTVQH15 các xã Thạnh Đức, Nhựt Chánh cùng xã Bình Đức huyện Đức Hòa, tỉnh Long An sẽ được xác nhập thành xã Bình Đức, tỉnh Tây Ninh.

## Hành chính
Xã Bình Đức được chia thành 5 ấp: 1, 4, 5, 6, Kênh Ngay.